# Gefallenendenkmal (Markranstädt)

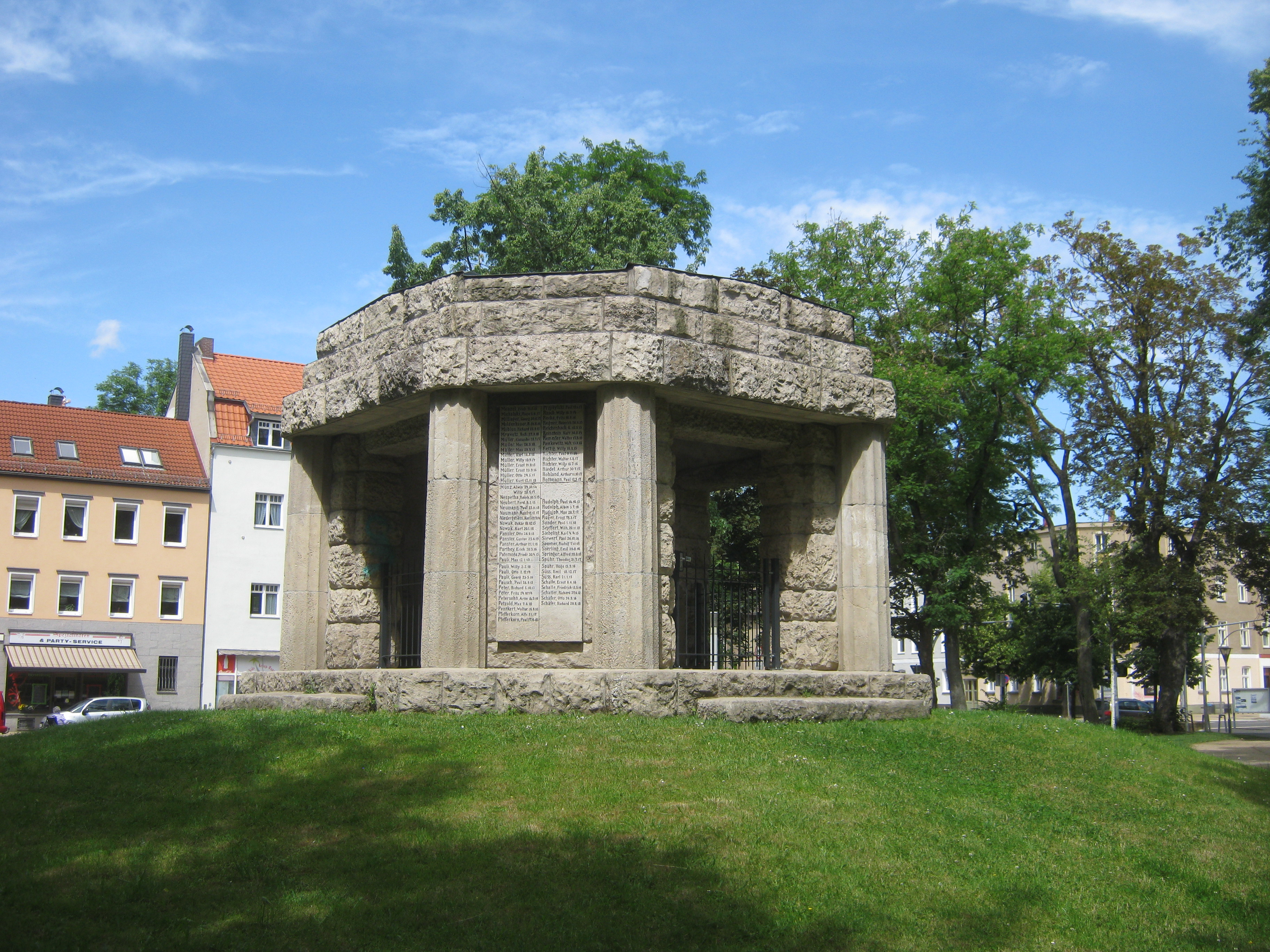
Gefallenendenkmal Markranstädt

Das Gefallenendenkmal in der Leipziger Straße ist ein Kriegerdenkmal des Ersten Weltkriegs in Markranstädt im Landkreis Leipzig in Sachsen. Es befindet sich auf dem Alten Friedhof in Markranstädt.

## Beschreibung
Es wurde 1926 nach dem Entwurf von Hans Voigt und Carl William Zweck errichtet. Laut Liste der Kulturdenkmale in Markranstädt ist das Denkmal aus dem Jahr 1924 den Gefallenen des Ersten Weltkrieges gewidmet. Das achteckige kleine Mausoleum erscheint wie ein antiker Tempel. Zwischen den vier Öffnungen befinden sich von kannelierten Säulen begrenzte Tafeln mit Namen. Der Architrav ruht direkt auf ohne Kapitelle ausgeführten Säulen. Im Inneren befindet sich ein mit einem Stahlhelm bekrönter Sarkophag mit Widmungen. Weitere kurze Inschriften befinden sich an den Innenwänden.
Stifter waren die beiden ortsansässigen Militärvereine, wie die Inschriften ausweisen. 

### Inschriften
Decke
FUER EUCH
Sarkophag
1914-19
TREUE UM TREUE
KLAGET NICHT
NIE VERGESSEN!
EINIGKEIT MACHT STARK
Innenwände
Errichtet von beiden Militärvereinen
u. dankbaren Bürgern ihrer Heimat 1924
Entwurf:
Architekten Zweck & Voigt Leipzig
Steinmetz- u. Bildhauerarbeiten:
Gutzeit & Kirmsse, Markranstädt.
Beton und Versatzarbeiten:
Baumeister Paul Heerde Markranstädt

## Varia
Es gab einmal für die Gefallenen des Krieges von 1870/71 in Markranstädt ein Denkmal. Auf alten Postkarten wird es teils als Siegesdenkmal, teils als Kriegerdenkmal bezeichnet. Dieses wurde 1945 abgerissen. Ein weiteres Gefallenendenkmal und ein sowjetisches Ehrenmal ist verzeichnet auf der Liste der Kulturdenkmale in Markranstädt#Kulkwitz.